# لانگنبورگ
شهر لانگنبورگ (به آلمانی: Langenburg) در ایالت بادن-وورتمبرگ در کشور آلمان واقع شده‌است.

## نگارخانه

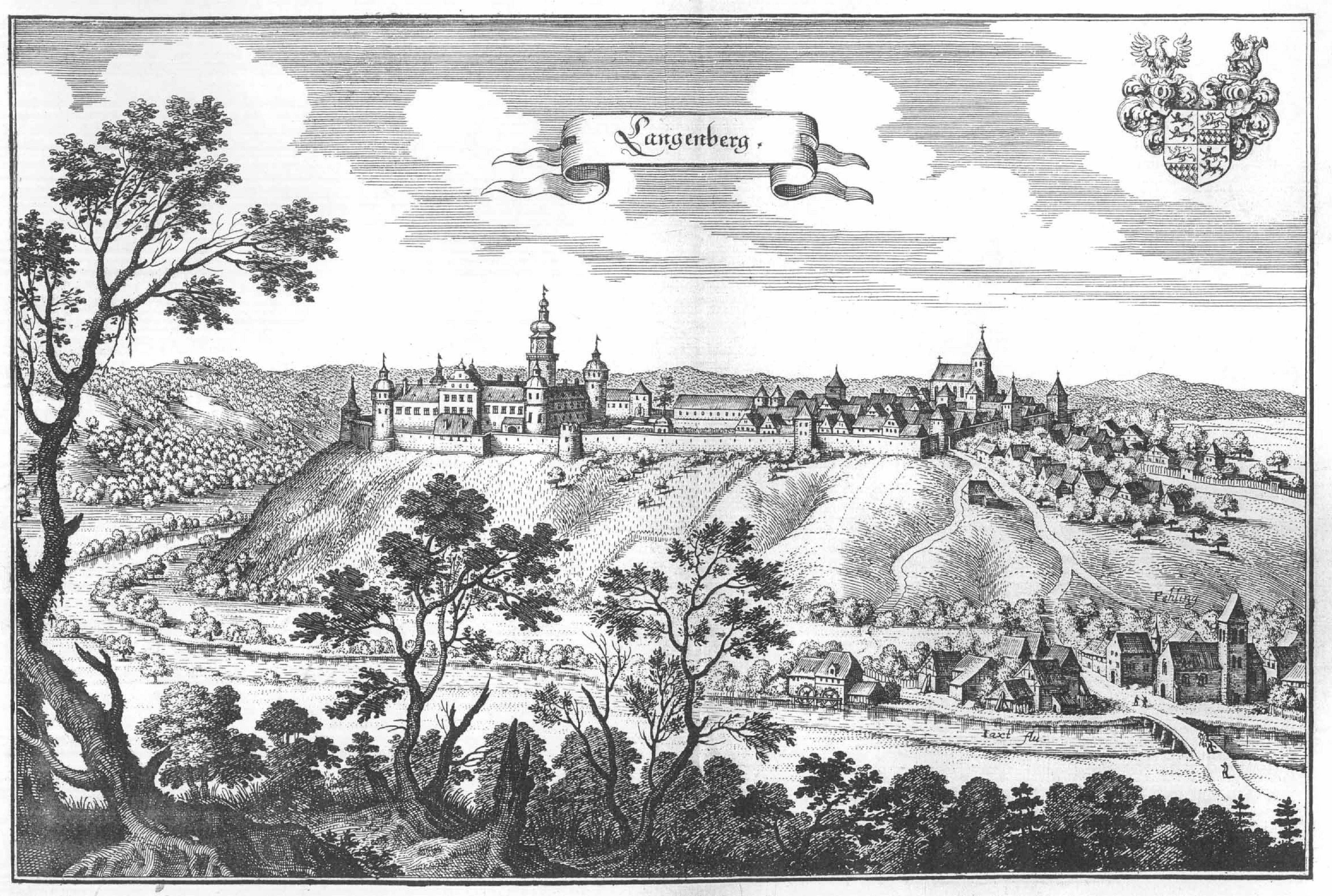
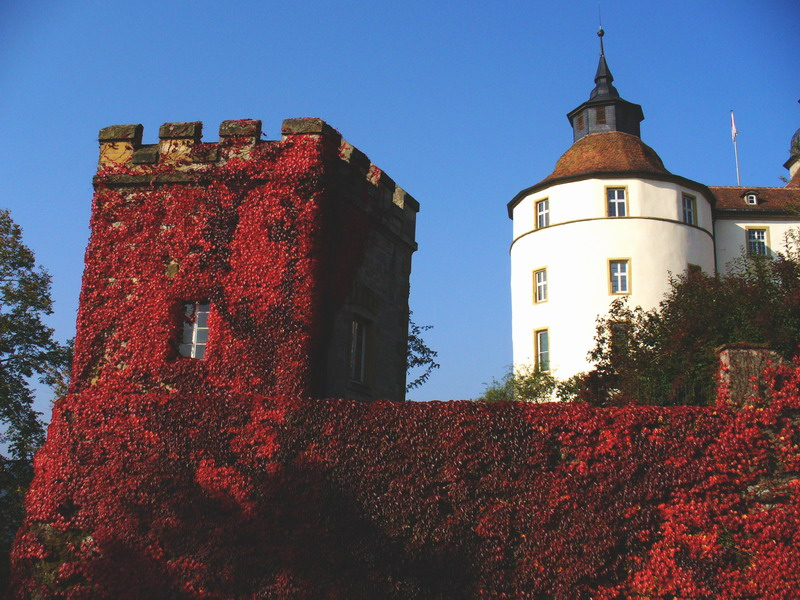
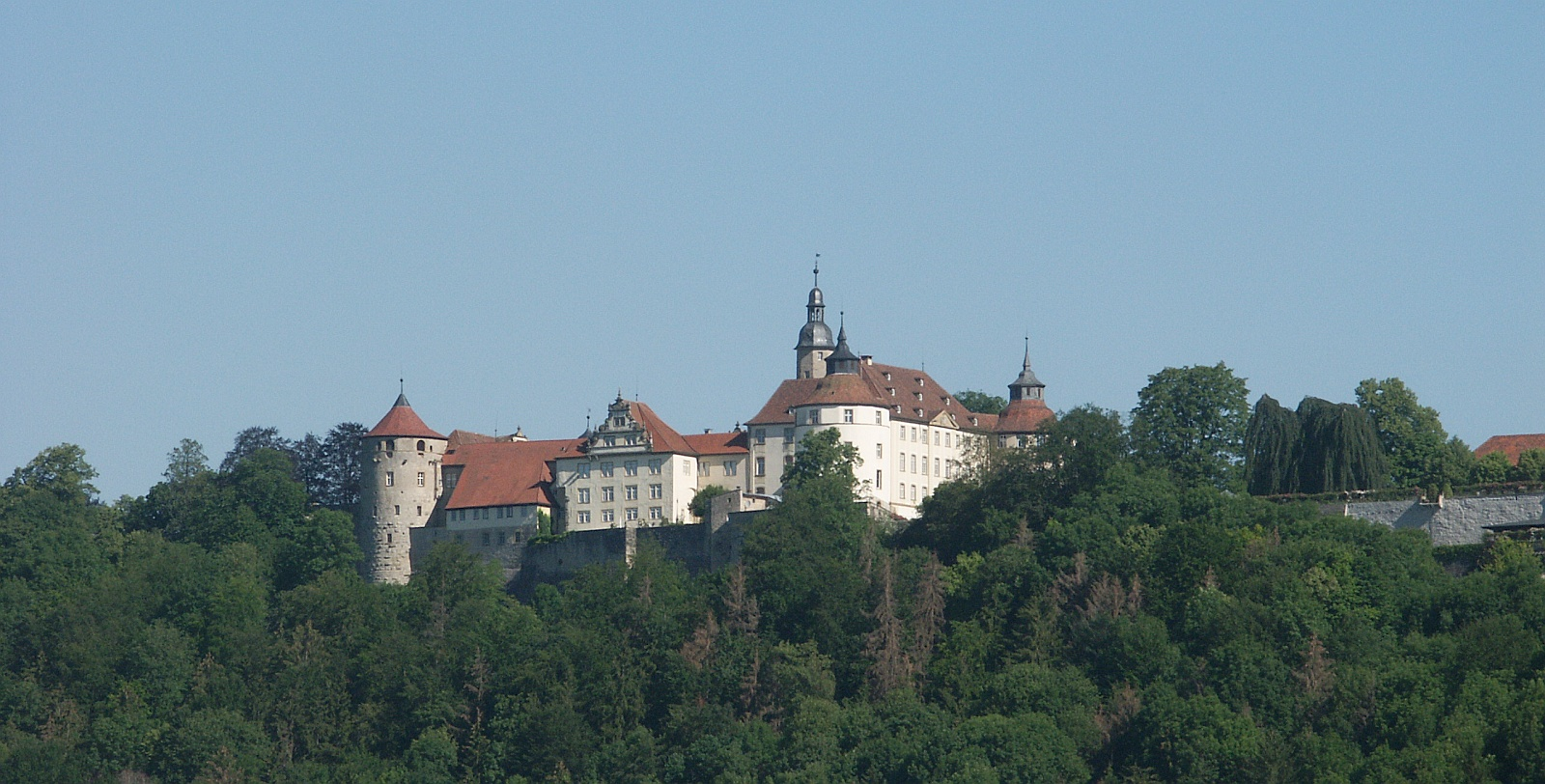